# Bouès
Der Bouès ist ein Fluss in Frankreich, der in der Region Okzitanien verläuft. Sein Ursprung befindet sich an der Gemeindegrenze von Ozon und Burg nahe dem Weiler Castéra-Ozon. Hier mündet der 11 Kilometer lange Canal du Bouès, der bei Capvern vom Canal de la Neste mit Wasser versorgt wird. Der Bouès entwässert generell in nördlicher Richtung, schwenkt im letzten Drittel seines Laufes nach Nordwest und mündet nach insgesamt rund 63 Kilometern im Gemeindegebiet von Beaumarchés, bei der ehemaligen Mühle von Espalanque, als rechter Nebenfluss in den Arros. Auf seinem Weg durchquert der Bouès die Départements Hautes-Pyrénées und Gers.

## Orte am Fluss
- Bernadets-Dessus
- Sère-Rustaing
- Miélan
- Tillac
- Pallanne
- Marciac